# Octoknema bakossiensis
Octoknema bakossiensis är en tvåhjärtbladig växtart som beskrevs av Gosline & Malecot. Octoknema bakossiensis ingår i släktet Octoknema och familjen Octoknemaceae. Inga underarter finns listade i Catalogue of Life.